# Маріагер-фьорд (муніципалітет)
Маріагер-фьорд (дан. Mariagerfjord Kommune) — муніципалітет у регіоні Північна Ютландія королівства Данія. Площа — 718,2 км². Адміністративний центр муніципалітету — місто Гобро та Гадсунн.

## Населення
У 2012 році населення муніципалітету становило 42 429 осіб.